# كافر
كافِر (بالإنجليزية: Infidel)‏ (معناه الحرفي: «غير المؤمن») مصطلح مستخدم في أديان معينة للإشارة إلى المتهمين بعدم الإيمان بالتعاليم الأساسية لتلك الأديان، وإلى أتباع الأديان الأخرى، وإلى غير المتدينين.
مصطلح الكافر هو مصطلح خاص بالدراسات الكنسية في المسيحية، طورت حوله الكنيسة بناءً لاهوتيًّا متكاملًا يتعامل مع مفهوم الكُفر، ويوضح الفرق بين أولئك الذين تم «تعميدهم» الذين يتبعون تعاليم الكنيسة في مقابل أولئك الخارجين عن الإيمان المسيحي. استخدم المسيحيون مصطلح كافر لوصف أولئك الذين اعتبروهم أعداءً للمسيحية.
بعد العالم القديم أصبح مفهوم الغيرية، إشارة إقصائية إلى الخارج من المجتمعات ذات الحدود الثقافية المتوافقة إلى حد ما، مترافقًا مع تطور الأديان التوحيدية والنبوية التي هي اليهودية والمسيحية والإسلام (بالمقارنة مع الأديان الوثنية).
يشمل مصطلح كافر، في الكتابات الحديثة، الملحدين والمؤمنين بتعدد الآلهة والإحيائيين والهيثانيين والوثنيين.
تتوافق الرغبة في تصنيف الأشخاص المتدينين المنتمين للديانات الأخرى على أنهم كفارًا مع خيارات المعتقدات الأرثوذكسية (الأصولية) حول التعددية.

## الاستخدام
استخدم المسيحيون عبر التاريخ مصطلح كافر للإشارة إلى الأشخاص الذين عارضوا المسيحية. أصبح هذا المصطلح شائعًا في اللغة الإنجليزية في وقت ما من بدايات القرن السادس عشر، إذ وُصف اليهود والمسلمون (الذين كان يُطلق عليهم سابقًا اسم ساراكينوس) ازدراءً بأنهم خصوم نشطون للمسيحية. الكافر، في العقيدة الكاثوليكية، هو الذي لا يؤمن بالتعاليم الأساسية للدين على الإطلاق وبالتالي فهو غير المهرطق، الذي ضل الطريق عن التعاليم الصحيحة، أي يؤمن بأن يسوع ليس إلهًا. استُخدم المصطلح الكنسي بشكل مشابه من قبل الكنيسة الميثودية، في إشارة لمن هم «بلا إيمان».
اليوم، تراجع استخدام مصطلح كافر؛ إذ يُفضل استخدام مصطلحات مثل غير مسيحي وغير مؤمن (شخص دون انتماء أو اعتقاد ديني)، ما يعكس الالتزام السائد للطوائف المسيحية بالانخراط في الحوار مع الأشخاص المنتمين للأديان الأخرى. رغم ذلك، صرح بعض المدافعين عن المصطلح، بأنه لا يعني تقليل احترام الآخر، بل هو مماثل لاستخدام مصطلح أرثوذكس (أصوليين) في الحديث عن المؤمنين الملتزمين.

إضافةً إلى ذلك، تستخدم بعض ترجمات الإنجيل، كنسخة الملك جيمس الإنجليزية، والتي لا تزال رائجة اليوم، مصطلحَ كافر، في حين استبدلت نسخ أخرى هذا المصطلح بمصطلح «غير مؤمن». يوجد المصطلح في موضعين:
وأي اتفاق للمسيح مع بليعال؟ وأي نصيب للمؤمن مع الكافر؟ -الرسالة الثانية إلى أهل كورنثوس الإصحاح السادس:15، نسخة الملك جيمس.

وإن كان أحد لا يعتني بخاصته، ولا سيما أهل بيته، فقد أنكر الإيمان وهو شر من الكافر. -الرسالة الأولى إلى تيموثاوس الإصحاح الخامس:8، نسخة الملك جيمس.

## بحسب المسيحية

### الكفار بحسب القانون الكنسي

#### حق الحكم
في كتابه ماذا عن أولئك (باللاتينية: Quid super his) وجه البابا إنوسنت الرابع السؤال «هل من الجائز احتلال أرض يمتلكها الكفار أو تنتمي لهم؟» ورأى أنه في حين يمتلك الكفار حق حكم أنفسهم واختيار حكوماتهم الخاصة، إلا أن البابا، بصفته وكيلًا عن المسيح، يمتلك حق رعاية أرواحهم وحق التدخل السياسي في شؤونهم إذا خالف حاكمهم ما يشكل، وفق المسيحية أو المفهوم العرفي الأوروبي، قانونًا عامًّا، أو إذا سمح لرعيته بهكذا مخالفة، كالانحراف الجنسي أو الزنا. رأى أيضًا أنه من الواجب عليه إرسال المبشرين إلى بلاد الكافرين، وأنه من المسموح له، في حال منعهم من الدخول إلى تلك البلاد أو الوعظ فيها، إرسال قوات مسيحية يرافقها تبشيريون لغزوها، كما صرح إنوسنت ببساطة «إذا لم يستجب الكفار للأوامر، فيجب إخضاعهم بالسلاح الدنيوي ويجب شن الحرب عليهم من قبل البابا لا سواه». ولكن هذا لم يكن حقًّا تبادليًّا إذ مُنع الرسل غير المسيحيين كرسل المسلمين من الوعظ في أوروبا «لأنهم على خطأ ونحن على الطريق القويم».
أنكرت سلالة طويلة من الحكام البابويين للكنيسة، وخاصةً أولئك الذين استمعوا لحجج ألانوس أنغليكوس المؤثرة لعصر الحملات الصليبية، على الكفار حق حكم أنفسهم، وأكدوا سلطة ولاية روما العالمية على الأرض، وحق ترخيص غزو الوثنيين بناءً -فقط- على عدم إيمانهم بسبب رفضهم الإله المسيحي. في المسارات المتطرفة لرجال الدين الكنسيين في منتصف القرن الثاني عشر كتلك التي تبناها برنارد من كليرفو، القائد الروحاني للسيسترسيين، شُرع التوسع الاستعماري الألماني وممارسة التنصير بالقوة في المناطق السلافية كالحرب المقدسة ضد الونديين، بحجة وجوب قتل الكفار في أي مكان يشكلون فيه خطرًا على المسيحيين. حينما أعطى فريدريك الثاني السلطة البابوية لنفسه، أخذ على عاتقه مهمة «تدمير، وتنصير، وإخضاع كل الأمم البربرية» وهي سلطة محفوظة للبابا وحده وفق الشريعة البابوية. أكد هوستينسيس، تلميذ إنوسنت، موافقًا ألانوس أنّه: «... بالقانون يجب أن يخضع الكفار لمؤمنين». رأى جون ويكليف، الذي يعتبر الأب الأول للإصلاح الإنجليزي، أن الحكم المشروع يقع على عاتق الدولة الفاضلة.
كان الفرسان التطوانيون من النواتج الجانبية لهذا الحكم البابوي والنهج الألماني. بعد الحملات الصليبية في بلاد الشام، انتقل الفرسان التطوانيون ليقيموا حملات تنصيرية في بلدان البلطيق الكافرة. ولكن حملاتهم الصليبية ضد الليثوانيين والبولنديين عجلت الجدل الليثواني، ورأى مجمع كونستانس، متبعًا إدانة ويكليف، أن آراء هوستينسيس لم تعد مقبولة وحكم ضد الفرسان. تماشت تعاليم الكنيسة بعد ذلك تمامًا مع موقف إنوسنت الرابع.
تطورت الحجج المضادة لاحقًا عن صلاحية السلطة البابوية، وحق الكفار، وأساسية القانون الطبيعي، فظهرت أطروحات عديدة كأطروحات هوغو غروتيوس، وجون لوك، وإيمانويل كانت، وثوماس هوبز، التي أدت بدورها إلى التحول في طريقة تعامل القانون الدولي مع العلاقة بين المجتمعات المسيحية وغير المسيحية وتطور حقوق الإنسان.

#### استعمار الأمريكتين
أثناء عصر الاستكشاف، أزالت المراسيم البابوية كرومانوس بونتيفكس (الحبر الروماني) والأهم منه إنتر كايتيرا (أي «بين أعمال أخرى») (1493) ضمنيًّا حق حكم الكفار لأنفسهم ومنحت هذا الحق للإمبراطوريتين الإسبانية والبرتغالية، بالاتفاق معهما على ضمان سلامة المبشرين. رفض الإنجليز والفرنسيون بشكل متعاقب المراسيم البابوية وسلطة البابوات في إقصاء أمرائهم. كتب أصحاب السلطات المستقلة، كرئيس كنيسة إنجلترا، لأنفسهم صكوكهم الخاصة بمهماتهم الاستعمارية بناءً على حقهم الزمني في رعاية أرواح الكفار، وصاغوها بلغة تحاكي اللغة التي كتبت بها إنتر كايتيرا. شكلت المراسيم والصكوك البابوية أساس المفاوضات التي جرت فيما بعد واعتبار ادعاءات الملكية حقوقًا قانونية في قانون الأمم الناشئة في حقبة الاستعمار الأوروبي للأمريكتين.
لم يتوقف استخدام الحقوق الممنوحة برومانوس بونتيفكس وإنتر كايتيرا أبدًا، ليصبحا أساس الحجج القانونية عبر القرون. حكمت المحكمة العليا في الولايات المتحدة الأمريكية في قضية جونسون ضد ماإنتوش عام 1823 أنه كنتيجة للاكتشاف الأوروبي وافتراض الولاية التامة، فإن الأمريكيين الأصليين يمتلكون فقط حق احتلال الأراضي الأصلية، وليس حق ملكيتها. أُعيد التأكيد على هذا القرار في عام 1931، في قضية أمة التشيروكي ضد جورجيا، إذ أُعطيت جورجيا السلطة لفرض قوانين الولاية على التشيروكيين ضمن حدود الولاية، واشتهر القرار بوصفه قبائل الأمريكيين الأصليين بأنها «أقوام محلية معولة». عُدل هذا القرار في قضية وورتشيستر ضد جورجيا، التي قضت بأن الحكومة الأمريكية الاتحادية، وليس الولايات الفردية، هي التي تحكم في الشؤون الهندية، لكنه حافظ على الوضع القائم فيما يخص خسارة السكان الأصليين لحقهم في الملكية عقب الاستكشاف الأوروبي.
طالبت مجموعات من السكان الأصليين لأمريكا كتاينو وأونونداغا الفاتيكان بإلغاء مراسيم أعوام 1452، 1453، 1493.

### الزواج من كافر بحسب المسيحية
وفق الموسوعة الكاثوليكية، تعتبر الكنيسة الكاثوليكية الزواج محرمًا وباطلًا عندما يجري بين المؤمنين (المسيحيين) والكفار، ما لم يُمنح استثناء، ويعود ذلك إلى اعتبار الزواج سرًا من الأسرار المقدسة للكنيسة الكاثوليكية، التي لا يجوز أن تصل إلى الكفار.

## بحسب الإسلام

### الكافر بحسب الإسلام
يُشير لفظ كافر في الإسلام إلى «غير المؤمنين بالدين الإسلامي»، وَورد ذلك في القرآن عدة مرات، كما ورد في الأحاديث النبوية. إلا إن لفظ «غير المسلمين» يُستخدم حديثاً لكي «لا يُؤذي مشاعر الآخرين»، وليس في ذلك مخالفة للإسلام فقد «قام سيدنا عمر بحذف ما هو أهم منه، وهو كلمة «جزية» حين طلب منه نصارى بني تغلب، وهم من قبائل العرب المعروفة: أن يأخذ ما يأخذه منهم باسم الصدقة والزكاة، وليس باسم "الجزية"، لأنهم قوم عرب، يأنفون من هذه الكلمة، وقد استجاب لهم سيدنا عمر ولبى طلبهم، ماداموا يدافعون ما يدل على إذعانهم لسلطان الدولة. فالمدار على المسميات والمضامين، وليس على الأسماء والعناوين.».

### معاملة الكافر بحسب الإسلام
ينقسم الكفار وفق العقيدة الإسلامية إلى عدة فئات. وتختلف طريقة التعامل معهم وفق الفئة التي ينتمون إليها. حيث يُقسم عُلماء المسلمين غير المسلمين إلى:
أهلُ الكتاب
أو أهلُ الذِمَّة، وهم اليهود والنصارى من المواطنيين في الدولة الإسلامية. وكلمة «ذِمة» تعني «العهد»، أي أنهم في عهد وضمان المسلمين. وهؤلاء لهم ما للمسلمين وعليهم ما على المسلمين كمواطنين في دولة الإسلام. عملاً بما جاء في القرآن:﴿لَا يَنْهَاكُمُ اللَّهُ عَنِ الَّذِينَ لَمْ يُقَاتِلُوكُمْ فِي الدِّينِ وَلَمْ يُخْرِجُوكُمْ مِنْ دِيَارِكُمْ أَنْ تَبَرُّوهُمْ وَتُقْسِطُوا إِلَيْهِمْ إِنَّ اللَّهَ يُحِبُّ الْمُقْسِطِينَ ۝٨﴾ إلا أن عليهم دفع الجزية مقابل الدفاع عنهم، لأنه لم يكن يُسمح لهم بالانخراط في الجيش، وفي العصر الحديث سُمح لهم بالعمل في الجيش وبالتالي لا تؤخذ منهم الجزية. كما أنه في العصر الحديث ظهر من يستنكف لفظ «أهل الذمة»، ويعتبره يجعلهم مواطنين من الدرجة الثانية خلاف حقيقته، لذا فقد رأى علماء المسلمين أنه لا غضاضة في عدم استخدام ذلك اللفظ واستخدام عبارة «غير المسلمين»، مثل ما قام به الخليفة الراشد عمر بن الخطاب.
المُعاهِدون
وهم غير المسلمين الذين ينتمنون لدولة يوجد بينها وبين المسلمين «معاهدة»، وهؤلاء أمر الإسلام بعدم قِتالهم أو الاعتداء عليهم، طالما التزموا بتلك المعاهدة. وقد ورد ذلك في القرآن: ﴿كَيْفَ يَكُونُ لِلْمُشْرِكِينَ عَهْدٌ عِنْدَ اللَّهِ وَعِنْدَ رَسُولِهِ إِلَّا الَّذِينَ عَاهَدْتُمْ عِنْدَ الْمَسْجِدِ الْحَرَامِ فَمَا اسْتَقَامُوا لَكُمْ فَاسْتَقِيمُوا لَهُمْ إِنَّ اللَّهَ يُحِبُّ الْمُتَّقِينَ ۝٧﴾.
المُستأمَنون
وهم الأفراد الذين ينتمون لدولة تُحارب المسلمين، إلا أنهم سُمح لهم بدخول ديار المسلمين لغاية محددة، مثل «الرسول» الذي يأتي برسالة. وهؤلاء أمر الإسلام بحمايتهم تنفيذا لعهد الأمان الذي لهم.
المُحارِبون
وهم أفراد الجيش الذين ينتمون لدولة تُحارب المسلمين، بخلاف الفئات المذكورة سابقًا وكذلك النساء والأطفال وكبار السن الذين لا يُشاركون في القتال، وهؤلاء يصح قِتالهم، لمُحاربتهم المسلمين.

### الزواج من كافر بحسب الإسلام
بصورة عامة حرَّم الإسلام الزواج من غير المسلمين عموما، فقد ورد في القرآن: ﴿وَلَا تَنْكِحُوا الْمُشْرِكَاتِ حَتَّى يُؤْمِنَّ وَلَأَمَةٌ مُؤْمِنَةٌ خَيْرٌ مِنْ مُشْرِكَةٍ وَلَوْ أَعْجَبَتْكُمْ وَلَا تُنْكِحُوا الْمُشْرِكِينَ حَتَّى يُؤْمِنُوا وَلَعَبْدٌ مُؤْمِنٌ خَيْرٌ مِنْ مُشْرِكٍ وَلَوْ أَعْجَبَكُمْ أُولَئِكَ يَدْعُونَ إِلَى النَّارِ وَاللَّهُ يَدْعُو إِلَى الْجَنَّةِ وَالْمَغْفِرَةِ بِإِذْنِهِ وَيُبَيِّنُ آيَاتِهِ لِلنَّاسِ لَعَلَّهُمْ يَتَذَكَّرُونَ ۝٢٢١﴾. وحث على الزواج بين المسلمين. إلا أنه أباح للرجل المسلم الزواج من نساء أهل الكتاب، ولم يسمح للمرأة المسلمة الزواج من غير المسلم، فقد ورد في القرآن: ﴿الْيَوْمَ أُحِلَّ لَكُمُ الطَّيِّبَاتُ وَطَعَامُ الَّذِينَ أُوتُوا الْكِتَابَ حِلٌّ لَكُمْ وَطَعَامُكُمْ حِلٌّ لَهُمْ وَالْمُحْصَنَاتُ مِنَ الْمُؤْمِنَاتِ وَالْمُحْصَنَاتُ مِنَ الَّذِينَ أُوتُوا الْكِتَابَ مِنْ قَبْلِكُمْ إِذَا آتَيْتُمُوهُنَّ أُجُورَهُنَّ مُحْصِنِينَ غَيْرَ مُسَافِحِينَ وَلَا مُتَّخِذِي أَخْدَانٍ وَمَنْ يَكْفُرْ بِالْإِيمَانِ فَقَدْ حَبِطَ عَمَلُهُ وَهُوَ فِي الْآخِرَةِ مِنَ الْخَاسِرِينَ ۝٥﴾. وقد بيَّن العلماء السبب في ذلك بأن المسلم يُؤمن بمن سبق من الرُسل، لكن غير المسلم لا يؤمن بنبي الإسلام ولا يعترف به.